# Theodore Hill
Theodore P. Hill (Flatbush, Brooklyn, Nova Iorque, 28 de dezembro de 1943) é um matemático estadunidense.
Após estudar engenharia na Academia Militar dos Estados Unidos em West Point, matemática econômica (pesquisa operacional) na Universidade Stanford e matemática na Universidade da Califórnia em Berkeley obteve em 1977 em Berkeley um Ph.D. em matemática, orientado por Lester Dubins, com a tese On the Existence of Good Markovian Strategies. Foi em seguida até aposentar-se em 2003 professor de matemática do Instituto de Tecnologia da Geórgia.